# Mesobracon capensis
Mesobracon capensis är en stekelart som beskrevs av Szepligeti 1914. Mesobracon capensis ingår i släktet Mesobracon och familjen bracksteklar. Inga underarter finns listade i Catalogue of Life.